# Ожика лісова
Ожика лісова (Luzula sylvatica) — вид трав'янистих рослин родини ситникові (Juncaceae), поширений у Європі (переважно на заході та півдні) та на Кавказі. Етимологія: лат. sylva — «ліс», лат. aticus — прикметниковий суфікс для іменників, що вказує на середовище проживання.

## Опис
Багаторічник 30–70(100) см заввишки. Верхні листки коротше суцвіть. Прикореневі листки довжиною до 40 см, зазвичай шириною 4–12 мм, стеблових листків 3–5(7). Квіти на гілочках зближені по 3–8. Листочки оцвітини довго загострені, плівчасті, нерівні, на спинці зеленуваті, на краях біло-перетинчасті. Рослина утворює дернину. Капсула від каштаново-коричневого до темно-коричневого кольору, ± довгасто-яйцеподібна, ± поступово звужується, як правило, 2.0–4.0 мм довжиною. Насіння від коричневого до темно-коричневого кольору, довгасто-яйцевиде, довжиною 1.2–1.9 мм, шириною, як правило, 0.7–1.2 мм; придаток — 0.1–0.2 мм.

## Поширення
Азія: Грузія, Туреччина; Європа: Україна, Австрія, Бельгія, Чехія, Німеччина, Нідерланди, Польща, Словаччина, Швейцарія, Данія, Ірландія, Норвегія, Велика Британія, Албанія, Боснія і Герцеговина, Болгарія, Хорватія, Греція, Італія, Македонія, Чорногорія, Румунія, Росія - Передкавказзя, Сербія, Словенія, Франція, Португалія, Іспанія. Введено: Швеція. Населяє помірно затінені вологі області, в основному кислі букові ліси, а також ліси сосни та ялини, а також карликові кущі й високогірні ліси.
В Україні зростає в лісах — в Карпатах звичайний; на 3ахідному Поділлі рідкісний.

## Галерея

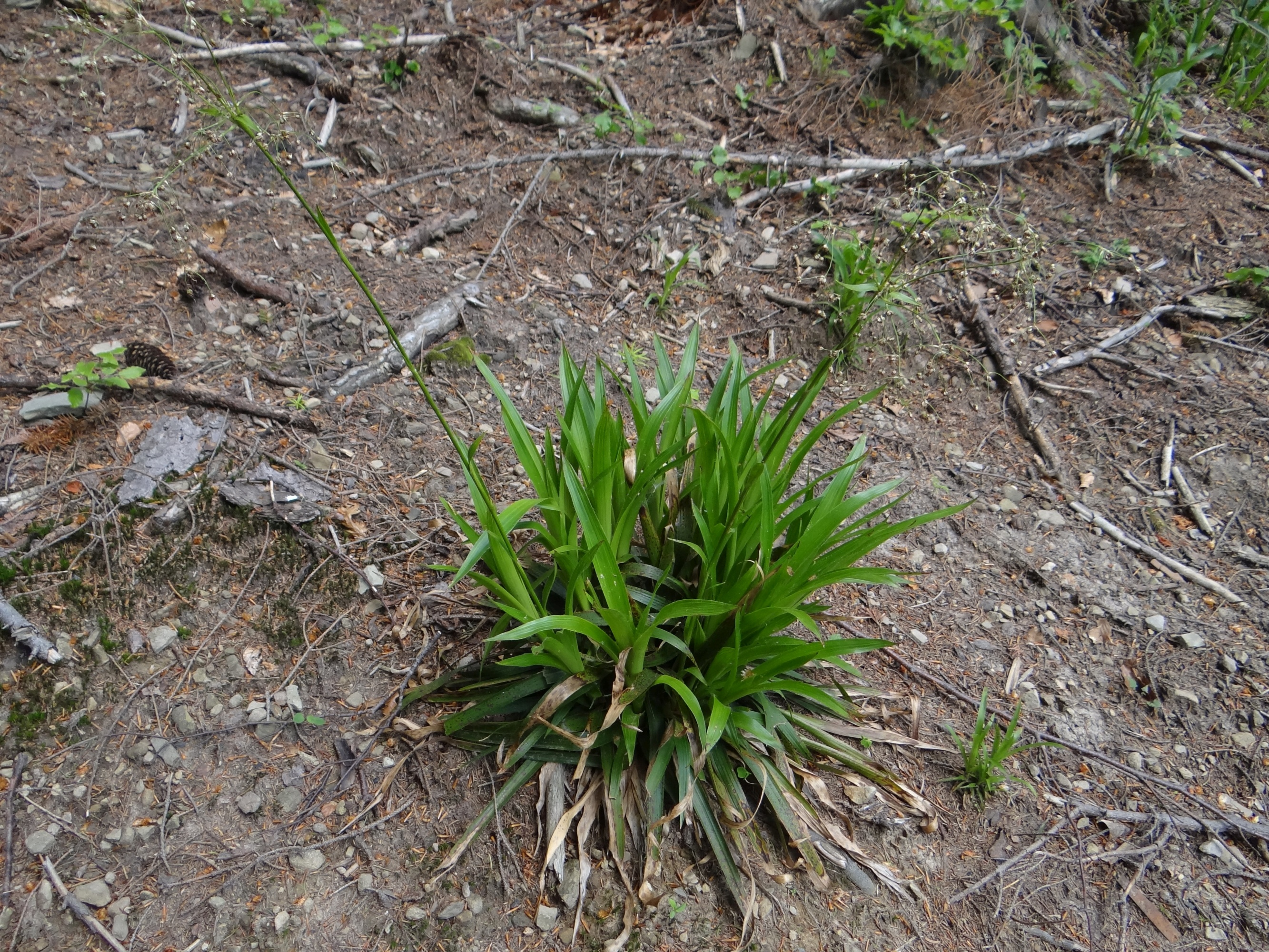
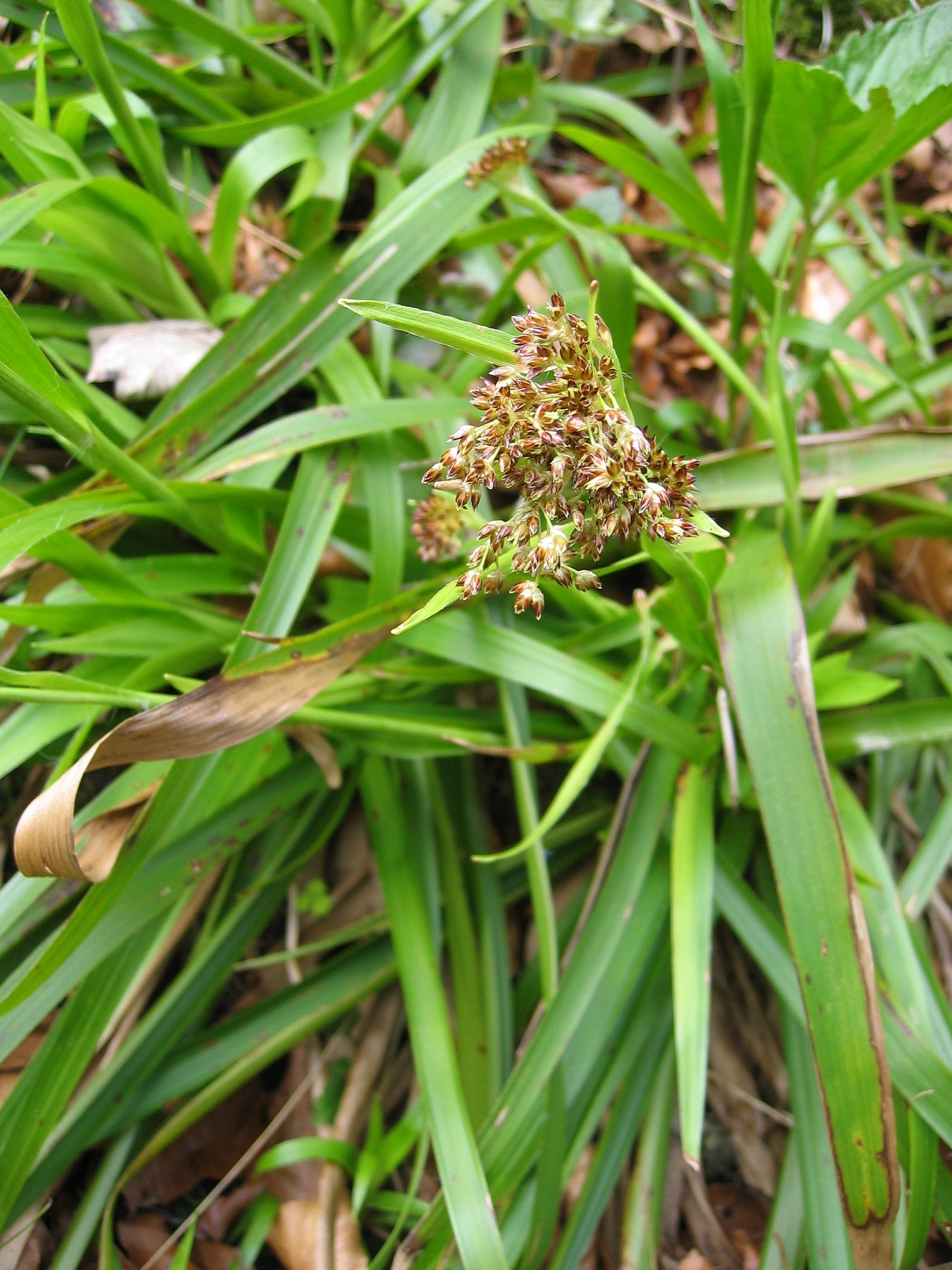
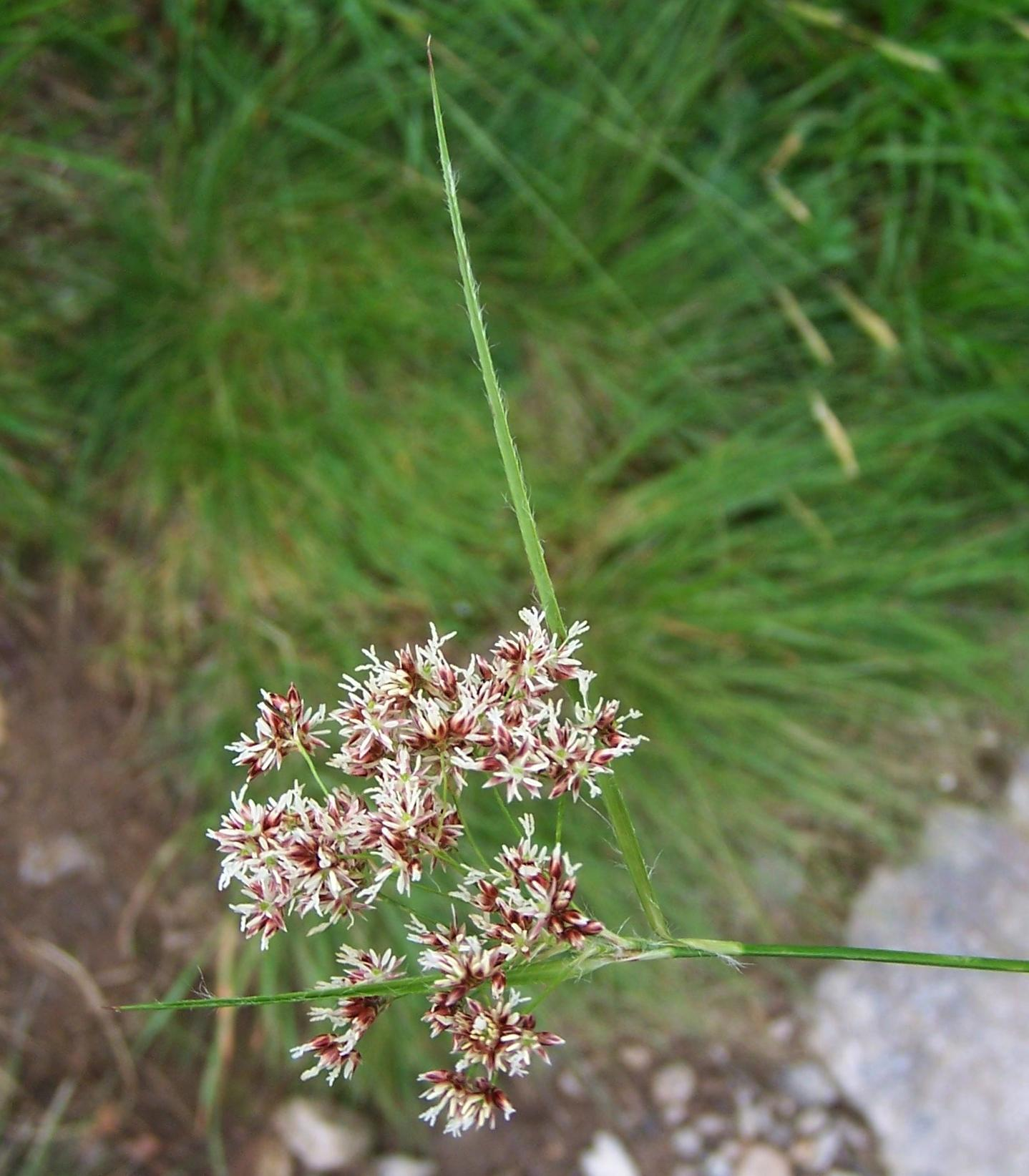